# Thomas K. McCraw
Thomas Kincaid McCraw (Corinth, 11 settembre 1940 – Cambridge, 3 novembre 2012) è stato uno storico statunitense.

## Biografia
Nato a Corinth, nello stato statunitense del Mississippi, figlio di John Carey e Olive (Kincaid) McCraw, ottenne una bachelor nel 1962 dall'University of Mississippi e una PhD dall'University of Wisconsin–Madison.
Sposò Susan Morehead (nel 1962), ebbe tre figli: Susan, Thomas ed Elizabeth.
Nel 1985 venne premiato con il premio Pulitzer per la storia per  Prophets of Regulation: Charles Francis Adams, Louis D. Brandeis, James M. Landis, Alfred E. Kahn.

## Opere
- Prophets of Regulation: Charles Francis Adams, Louis D. Brandeis, James M. Landis, Alfred E. Kahn. (1984)
- The Essential Alfred Chandler: Essays Towards a Historical Theory of Business  (1988),
- Creating Modern Capitalism: How Entrepreneurs, Companies, and Countries Triumphed in Three Industrial Revolutions (1997),